# Vlag van Oud-Vossemeer

Vlag van Oud-Vossemeer
(1938-1971)

De vlag van Oud-Vossemeer werd nimmer officieel vastgesteld als gemeentelijke vlag van de gemeente Oud-Vossemeer in de Nederlandse provincie Zeeland, maar werd wel als zodanig gebruikt. De beschrijving luidt: 
Vier banen van gelijke hoogte van geel, rood, blauw en wit, met in het kanton het gemeentewapen.
Deze vlag was in 1938 een van de defileervlaggen ter gelegenheid van het defilé in Amsterdam, gehouden ter ere van het veertigjarig regeringsjubileum van koningin Wilhelmina.
In 1971 ging Oud-Vossemeer op in de nieuw gevormde gemeente Tholen, waardoor de vlag als gemeentevlag kwam te vervallen.

## Verwante afbeelding

Het wapen van Oud-Vossemeer

## Trivia
Aanvankelijk was er een vergissing gemaakt: in plaats van een uitkomende vos was een uitkomende leeuw afgebeeld, als in het provinciewapen. De gemeente verving de leeuw nog hetzelfde jaar door een vos en gebruikte de zo ontstane vlag als gemeentevlag.
Aardenburg 
· Arnemuiden 
· Axel 
· Baarland 
· Biervliet 
· Biggekerke 
· Borssele 
· Breskens 
· Brouwershaven 
· Bruinisse 
· Burgh 
· Domburg 
· Dreischor 
· Driewegen 
· Duiveland 
· Ellewoutsdijk 
· 's-Gravenpolder 
· Groede 
· Haamstede 
· 's-Heer Abtskerke 
· 's-Heer Arendskerke 
· Hoedekenskerke 
· Hontenisse 
· IJzendijke 
· Kloetinge 
· Kortgene 
· Koudekerke 
· Krabbendijke 
· Kruiningen 
· Mariekerke 
· Meliskerke 
· Middenschouwen 
· Nieuw- en Sint Joosland 
· Nisse 
· Noordgouwe 
· Oostburg 
· Oostkapelle 
· Oud-Vossemeer 
· Oudelande 
· Ovezande 
· Poortvliet 
· Retranchement 
· Rilland-Bath 
· Ritthem 
· Sas van Gent 
· Scherpenisse 
· Schoondijke 
· Sint-Annaland 
· Sint Jansteen 
· Sint-Maartensdijk 
· Sint Philipsland 
· Sluis 
· Sluis-Aardenburg 
· Stavenisse 
· Valkenisse 
· Vogelwaarde 
· Waarde 
· Waterlandkerkje 
· Wemeldinge 
· Westdorpe 
· Westerschouwen 
· Westkapelle 
· Wissenkerke 
· Wolphaartsdijk 
· Zaamslag 
· Zierikzee 
· Zuiddorpe 
· Zuidzande